# Françoise Burdet
Françoise Burdet (* 12. August 1967 in Chur, Graubünden) ist eine ehemalige Schweizer Bobfahrerin, die an den Olympischen Winterspielen 2002 in Salt Lake City teilnahm und ehemalige Weltmeisterin im Zweierbob ist. Weitere Erfolge feierte sie bei Teilnahmen an Europameisterschaften und internationalen Wettkämpfen im Zweierbob.

## Karriere

### Olympische Spiele
Françoise Burdet gehörte bei den Olympischen Winterspielen 2002 in Salt Lake City zum Aufgebot der Schweiz im Zweierbob. Zusammen mit ihrer Mannschaftskameradin Katharina Sutter absolvierte sie den olympischen Wettkampf am 19. Februar 2002 im Utah Olympic Park Track und belegte den 4. Platz von fünfzehn teilnehmenden Zweierbobs mit einer Gesamtzeit von 1:38,34 min aus zwei Wertungsläufen.

### Weltmeisterschaften
Burdet nahm an der 49. Bob-Weltmeisterschaft 2000 in Winterberg im Zweierbob zusammen mit Katharina Sutter teil. In ihrem Wettkampf, der zum ersten Mal mit einer Frauenkonkurrenz ausgetragen wurde, fuhr sie auf den 3. Platz und gewannen die Bronzemedaille.
Ihren grössten internationalen Erfolg feierte sie bei der 50. Bob-Weltmeisterschaft 2001 in Calgary im Zweierbob. Mit Katharina Sutter als Mitfahrerin fuhren sie allen anderen Bobs davon, erreichten den 1. Platz und feierten den Gewinn der Goldmedaille und wurden Weltmeisterinnen.

### Europameisterschaften
Bei der Bob-Europameisterschaft 2004 in St. Moritz nahm sie zusammen mit Karin Hagmann im Zweierbob teil. In den vier Wertungsläufen fuhren sie in einer Gesamtzeit von 3:34,93 min auf den 3. Platz und gewann die Bronzemedaille.

### Bob-Weltcup
Burdet konnte insgesamt vier Gesamtsiege im Bob-Weltcup in Serie 1995/96, 1996/97, 1997/98 und 1998/99 im Zweierbob feiern.